# Xanthoparmelia proximata
Xanthoparmelia proximata är en lavart som beskrevs av Hale. Xanthoparmelia proximata ingår i släktet Xanthoparmelia och familjen Parmeliaceae.   Inga underarter finns listade i Catalogue of Life.